# Pardosa agricola
Pardosa agricola este o specie de păianjeni din genul Pardosa, familia Lycosidae. A fost descrisă pentru prima dată de Thorell, 1856.

## Subspecii
Această specie cuprinde următoarele subspecii:
- P. a. borussica
- P. a. fucicola